# Marco Túlio (youtuber)
Marco Túlio Matos Vieira (Belo Horizonte, 15 de abril de 1996), também conhecido como AuthenticGames, é um youtuber, escritor e empresário brasileiro.

## Biografia
Marco Túlio nasceu em Belo Horizonte, Minas Gerais, em 15 de abril de 1996, filho de Marco Aurélio Matos e Nildete Vieira, e irmão de Natália Cristina Matos Vieira.

## Carreira

### 2011–presente: Canal AuthenticGames

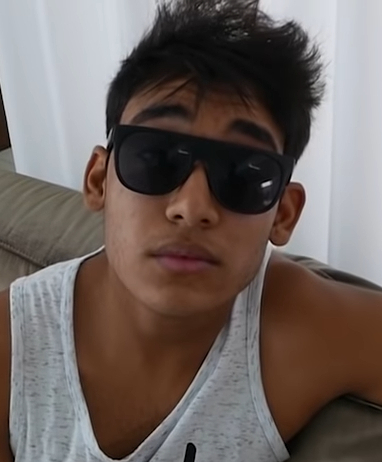
Marco em 2017

Marco criou o canal AuthenticGames em 2011 — época em que conheceu o YouTube —, inspirado pelo youtuber Monark, grande influência da época, com a finalidade de mostrar suas jogatinas no jogo Minecraft. Tornou-se conhecido ao lançar músicas com clipes baseados no jogo, como "Com Meus Amigos", paródia de "Treasure" do cantor Bruno Mars, lançada em 2015, gravada por Brancoala e roteirizada por Marco Túlio e Goularte, que alcançou a marca de 76 milhões de visualizações.

### Como empresário
Atualmente, administra a marca que leva o nome de seu canal e vende produtos licenciados, como roupas, calçados, brinquedos, entre outros. Além disso, também é dono de uma escola de tecnologia na capital Belo Horizonte. Marco contou, em entrevista, que tentou lançar uma loja de camisetas quando chegou perto dos 1 milhão de inscritos, mas esta não procedeu por falta de infraestrutura. Ao alcançar 4 milhões de inscritos, o youtuber lançou seu primeiro livro, chamado Vivendo uma Vida Autêntica. O lançamento rendeu uma tarde de autógrafos, que teve mais de 9 mil pessoas como público.

## Prêmios e indicações
| Ano  | Prêmio                  | Categoria                 | Recipiente(s) | Resultado | Ref.   |
| ---- | ----------------------- | ------------------------- | ------------- | --------- | ------ |
| 2016 | Meus Prêmios Nick       | Canal de Games Favorito   | Ele mesmo     | Indicado  | [ 11 ] |
| 2017 | Meus Prêmios Nick       | Canal de Games Favorito   | Ele mesmo     | Indicado  | [ 12 ] |
| 2017 | Prêmio Jovem Brasileiro | Youtuber                  | Ele mesmo     | Venceu    | [ 13 ] |
| 2018 | Meus Prêmios Nick       | Canal de Games Favorito   | Ele mesmo     | Venceu    | [ 14 ] |
| 2020 | Meus Prêmios Nick       | Canal de Games Favorito   | Ele mesmo     | Indicado  | [ 15 ] |
| 2021 | Prêmio iBest            | Conteúdo de Games         | Ele mesmo     | Indicado  | [ 16 ] |
| 2021 | Meus Prêmios Nick       | Gamer MVP Youtuber + Cool | Ele mesmo     | Indicado  | [ 17 ] |